# Fabio Suescún Mutis

Wappen von Fabio Suescún Mutis

Fabio Suescún Mutis (* 10. November 1942 in Bucaramanga) ist ein kolumbianischer Geistlicher und emeritierter römisch-katholischer Militärbischof von Kolumbien.

## Leben
Der Weihbischof in Bogotá, Emilio de Brigard Ortiz, weihte ihn am 19. November 1966 zum Priester. 
Papst Johannes Paul II. ernannte ihn am 3. Mai 1986 zum Weihbischof in Bogotá und Titularbischof von Iomnium. Die Bischofsweihe spendete ihm der Erzbischof von Bogotá, Mario Revollo Bravo, am 13. Juni desselben Jahres; Mitkonsekratoren waren Héctor Rueda Hernández, Erzbischof von Medellín, und Luis Gabriel Romero Franco, Bischof von Facatativá. Am 20. November 1993 wurde er zum Bischof von Pereira und am 19. Januar 2001 zum Militärbischof von Kolumbien ernannt.
Am 7. Dezember 2020 nahm Papst Franziskus das von Fabio Suescún Mutis aus Altersgründen vorgebrachte Rücktrittsgesuch an.